# Білозерська волость (Черкаський повіт)
Білозерська волость (Білозерська перша волость) — історична адміністративно-територіальна одиниця Черкаського повіту Київської губернії з центром у містечку Білозір'я.
Станом на 1886 рік складалася з 6 поселень, 3 сільських громад. Населення — 8169 осіб (4005 чоловічої статі та 4164 — жіночої), 1323 дворове господарства.
|                     | Площа, десятин | У тому числі орної, десятин |
| ------------------- | -------------- | --------------------------- |
| Сільських громад    | 9510           | 5029                        |
| Приватної власності | 49             | —                           |
| Надільної власності | 19800          | 104                         |
| Іншої власності     | 339            | 159                         |
| Загалом             | 29698          | 5292                        |

Поселення волості:
- Білозір'я — колишнє державне містечко при озері Білому за 20 верст від повітового міста, 4200 осіб, 801 двір, православна церква, єврейський молитовний будинок, училище, 2 школи, 16 постоялих будинків, 21 лавка, 32 вітряних млини, цегельний завод. За 7 верст — залізнична станція Білозір'я.
- Дубіївка — колишнє державне село, 1246 осіб, 258 дворів, православна церква, школа, 2 постоялих будинки, 10 вітряних млинів.
- Хацьки — колишнє державне село при річці Тясмин, 1429 осіб, 255 дворів, православна церква, школа, 4 постоялих будинки, 8 вітряних млинів.

Старшинами волості були:
- 1909—1910 роках — Петро Телепенко[2],[3];
- 1912—1913 роках — Петро Степанович Покутний[4],[5];
- 1915 року — Тимофій Аввакумович Басс[6].